# David Kimchi
David Kimchi (1160, Narbonne – 1235) (hebrejsky דָּוִד קִמְחִי‎), známý také pod hebrejským akronymem Radak nebo Redak (רָדָ"ק‎), byl středověký rabín, komentátor Bible, filozof a gramatik. Jeho otcem byl rabi Josef Kimchi a bratr rabi Moše Kimchi, oba rovněž komentátoři a gramatikové.
Z jeho děl je nejznámější komentář k Prorokům, v němž často polemizuje s křesťanskou exegezí, gramatické dílo Michlol a jeho slovníková část Sefer ha-šorašim (Kniha kořenů).